# Potentilla thyrsiflora
Potentilla thyrsiflora là loài thực vật có hoa trong họ Hoa hồng. Loài này được Huels. ex Zimmeter miêu tả khoa học đầu tiên.